# Arthur Twining Hadley
Arthur Twining Hadley (New Haven, 23 aprile 1856 – Kōbe, 6 marzo 1930) è stato un economista statunitense.
Figlio del grecista James Hadley, insegnò per lungo tempo economia a Yale e fu in seguito presidente dell'università dal 1899 al 1921. 
Con una prima opera, Railroad transportation:its history and its laws (1885), mise in luce la storia delle ferrovie statunitensi, avvalendosi di ferree nozioni di economia. Altre sue opere sono Standards of public morality (1907) e Economic problems of democracy (1923).